# Lonchocarpus castilloi
Lonchocarpus castilloi är en ärtväxtart som beskrevs av Paul Carpenter Standley. Lonchocarpus castilloi ingår i släktet Lonchocarpus och familjen ärtväxter. Inga underarter finns listade i Catalogue of Life.